# São Jorge (Santana)
São Jorge es una freguesia portuguesa del concelho de Santana, con 18,30 km² de superficie y 1.610 habitantes (2001). Su densidad de población es de 88,0 hab/km².